# قار قشلاق
قار قشلاق (بالإنجليزية: Qar Qeshlaqi)‏ هي منطقة سكنية تقع في قسم انغوت الغربي الريفي في إيران. يقدر عدد سكانها بـ 82 نسمة .